# David Noreña
David Orlando Noreña Rodríguez es un actor de cine, teatro y televisión colombiano.

## Carrera
Noreña empezó a figurar en la televisión colombiana en la década de 2000, participando en producciones como Zorro: la espada y la rosa, La traición, Doña Bárbara, Las detectivas y el Víctor y Operación jaque; y en películas como Paraíso Travel, El man es Germán y El paseo. En la década de 2010 apareció en series como Laura, la santa colombiana, Kdabra y Francisco el matemático, y en producciones cinematográficas como El paseo 2, Escobar: paraíso perdido, Pasos de héroe y Pájaros de verano.

## Filmografía

### Televisión
- 2024 - Del otro lado del Jardín´´
- 2024 - ´´Pinpinero´´
- 2022 - Te la dedico
- 2021 - Enfermeras
- 2018 - Paraíso Travel
- 2017 - Francisco el Matemático: Clase 2017 - Alexander Castro
- 2016 - Sinú, río de pasiones
- 2015 - Laura, la santa colombiana
- 2012 - Escobar, el patrón del mal - Lucio Moreno
- 2012 - Kdabra
- 2011 - Correo de inocentes
- 2011 - Tres milagros
- 2011 - Amar y temer
- 2011 - El man es Germán
- 2010 - Operación Jaque
- 2009 - Las detectivas y el Víctor
- 2008 - Vecinos
- 2008 - Sin retorno
- 2008 - Doña Bárbara
- 2008 - La traición - Raimundo
- 2007 - Zorro: La espada y la rosa

## Cine
- 2019 - En la ruta del narco
- 2018 - Pájaros de verano
- 2016 - Pasos de héroe
- 2014 - Escobar: Paraíso perdido
- 2012 - El paseo 2- Mesero
- 2011 - Karen llora en un bus
- 2010 - El paseo
- 2008 - Paraíso Travel